# Adrian Gaxha
Adrian Gaxha makedonsky Aдриан Гаџа (* 13. února 1984 Skopje, SR Makedonie, Socialistická federativní republika Jugoslávie, dnes Severní Makedonie) je albánský zpěvák, skladatel a producent pocházející ze Severní Makedonie.

## Mládí
Adrian Gaxha se narodil 13. února 1984 ve Skopje, tehdejší SFRJ, albánským rodičům. Již v raném věku začal hrát na violu a také vystudoval střední hudební školu. V současné době studuje anglický jazyk ve Skopje.

## Kariéra

### 2001–2007
Začal zpívat v roce 2001 na albánském festivale populární hudby Nota Fest. Právě tam vyhrál 1. cenu, což bylo poprvé, kdy a si svým hlasem nováček získal porotu i diváky. Během krátké doby se Adrian stal jedním z nejpopulárnějších zpěváků v Makedonii a Albánii i v dalších albánsky mluvících územích. Do dnešního dne se mu podařilo nahrát čtyři alba, tři v albánštině a jeden v makedonštině.
Jeho vystoupení obvykle zahrnují hodně obratné taneční choreografie. Také se podílel na festivalech Videofest v Prištině, Makfest ve Štipu a získal 1. cenu na festivale Ohrid Fest. V roce 2006 se umístil na 2. místě v makedonském národním výběru pro Eurovision Song Contest, kdy zazpíval píseň „Ljubov e“ i s Esmou Redžepovovou.

### 2008: Eurovision Song Contest
Adrian reprezentoval Makedonii na Eurovision Song Contest 2008 s anglickou verzí písně „Let Me Love You“ spolu s Tamarou Todevskou a Vrčakem. Píseň se do finále nekvalifikovala a umístila se na 10. místě s počtem 64 bodů.
Od roku 2008 se Adrian zaměřuje více na albánsky zpívané písně a na albánský trh.

### 2009–současnost
Zúčastnil se hudebního festivalu Kënga Magjike 2012, který slouží také i pro výběr albánského reprezentanta a písně pro Eurovision Song Contest. S Florianem Beqirim a písní „Ngjyra e kuqe“ (Červená barva) se umístil v TOP 10. Píseň byla hitem v rádiích a na sociálních médiích, a to zejména na YouTube, kde má píseň více než 8 milionů zhlédnutí. Po festivalu vydal píseň „Kjo Zemer“ (Toto srdce), která měla podobný ohlas.

## Diskografie

### Alba
- Thuaj Mamit
- 300 Godini (2008)
- E Brenduar (2010)

### Singly
- "Dashuri Mistike" (Tamara Todevska, Vrčak & Adrian)
- "Sa Sexy"
- "Nedopirliva" ft. Vrčak
- "Toksična" ft. Vrčak & Robert Bilbilov
- "Ti Tani" ft. Snow Black
- "Skandali"
- "Zarobena" — Ohridfest 2009
- "Ngjyra e Kuqe"
- "Kjo zemër"

| Severní Makedonie na Eurovision Song Contest | Severní Makedonie na Eurovision Song Contest | Severní Makedonie na Eurovision Song Contest |
| -------------------------------------------- | -------------------------------------------- | -------------------------------------------- |
| Předchůdce: Karolina Gočeva "Mojot svet"     | 2008 Tamara Todevska, Vrčak & Adrian Gaxha   | Nástupce: Next Time "Nešto što kje ostane"   |